# San Marcos Tecomaxusco
San Marcos Tecomaxusco, eller bara Tecomaxusco, är en ort i Mexiko, tillhörande kommunen Ecatzingo i sydöstra delen av delstaten Mexiko. Orten hade 1 022 invånare vid folkräkningen 2010.